# Kendall-Notation
Die Kendallsche Notation erlaubt die normierte Beschreibung eines Wartesystems. Sie wurde von David George Kendall entwickelt und hat sich als Standard weitgehend durchgesetzt. Dabei werden die charakteristischen Größen des Wartesystems in einer definierten Reihenfolge von Buchstaben und Ziffern klassifiziert. 
{\displaystyle A/S/m/B/K/SD}  bzw. vereinfacht  {\displaystyle A/S/m}, wenn für die restlichen Parameter Standardwerte (siehe unten) angenommen werden.
- {\displaystyle A}

steht für Ankunftsprozess und beschreibt die statistische Verteilung der Zwischenankunftszeitpunkte von Ankünften.
- {\displaystyle S}

steht für Serviceprozess und beschreibt die statistische Verteilung der Servicezeiten, wie lange eine Serviceeinheit in Anspruch genommen wird.
Sowohl für Ankunftsprozess als auch Serviceprozess werden (engl.) Kurzbezeichnungen der Verteilungen benutzt z. B.:
- {\displaystyle M} = Exponentialverteilung (Markovian Distribution)
- {\displaystyle D} = Konstante (Deterministic Distribution),
- {\displaystyle H} = Hyperexponentialverteilung (Linearkombination zweier oder mehrerer Exponentialverteilungen),
- {\displaystyle E_{k}} =  Erlang-Verteilung,
- {\displaystyle PH} = Phasenverteilung
- {\displaystyle G} oder {\displaystyle GI} = Beliebige Verteilung (General (Independent) Distribution)

Teilweise werden diese Verteilungen durch weitere Parameter erweitert, die dann als hochgestellte Suffixe angegeben werden (z. B. zur Kenntlichmachung von Gruppenankünften)
- {\displaystyle m}

steht für die Anzahl (identischer) Serviceeinheiten ({\displaystyle s\geq 1})
- {\displaystyle B}

steht für die Kapazität (Plätze) der Warteschlange. (Manche Autoren beziehen diese Größe auf die Kapazität des gesamten Wartesystems). Diese Kenngröße dient auch zur Unterscheidung zwischen (reinen) Wartesystemen und Verlustsystemen. Wird keine Angabe gemacht gilt: {\displaystyle B=\infty }
- {\displaystyle K}

steht für die Populationsgröße, d. h. der maximalen Anzahl von Kunden, die beim System ankommen können. Wird keine Angabe gemacht gilt: {\displaystyle K=\infty }
- {\displaystyle SD}

steht für die Abfertigungsdisziplin (Servicedisziplin) z. B.:
- FIFO (First In – First Out) bzw. FCFS (First-Come First-Served)
- LIFO (Last In – First Out) bzw. LCFS (Last-Come First-Serve)
- SJN (Shortest-Job-Next) bzw. SPT (Shortest-Processing-Time)
- RANDOM (Zufällig) oder auch SIRO (Serve In Random Order)

Fehlt diese Angabe gilt: FIFO
Weiterhin:
- c: Die Zahl der Service-Kanäle (servers).

## Beispiele
- {\displaystyle M/M/1}, ausführlich {\displaystyle M/M/1/\infty /\infty /FIFO}

Ein Wartesystem mit Poisson-Ankunftsprozess (Exponentialverteilung der Wartezeit zwischen dem Eintreffen der Aufgaben), exponentialverteilter Servicezeit und einer Serviceeinheit. Die Population und Warteschlangenlänge sind unendlich, die Abfertigungsdisziplin ist FCFS.
- {\displaystyle D/M/2/10/\infty /LIFO}

Ein Wartesystem mit konstanten Ankunftszeiten, exponentialverteilter Servicezeit, zwei Serviceeinheiten, einer Kapazität der Warteschlange von 10, einer unendlich großen Population und dem Abfertigungsprinzip LIFO.